# Wierchnieje Kujto
Wierchnieje Kujto (ros. Верхнее Куйто; fiń. Ylä-Kuittijärvi) – jezioro w europejskiej części Rosji, w północno-zachodniej Karelii, jedno z trzech jezior Kujto. Zajmuje powierzchnię 197,6 km². Linia brzegowa ma 292,2 km. Średnia głębokość wynosi 7,4 m, natomiast głębokość maksymalna sięga 44 m. Brzegi są kamieniste i pokryte lasami iglastymi. Na jeziorze znajduje się ponad 170 wysp o łącznej powierzchni 8,3 km². 
Do jeziora uchodzą rzeki: Pista, Wojnica, Kurżma oraz Tołłojoki.